# Quique Costas

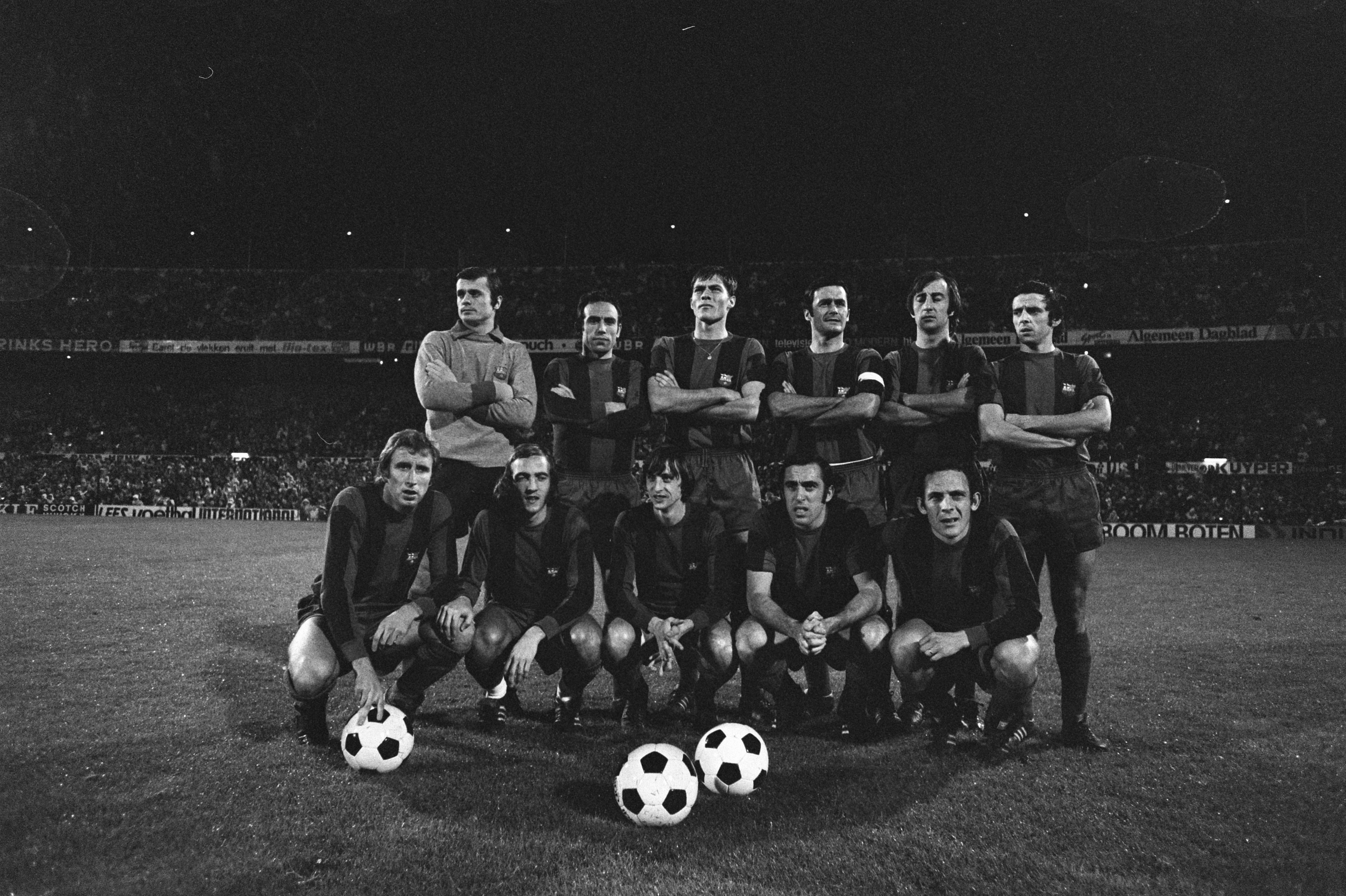
Quique Costas (Barcelona, 1974)

Enrique Álvarez Costas (Vigo, Pontevedra, España, 16 de enero de 1947). Es un exfutbolista del Real Club Celta de Vigo y del F. C. Barcelona de los años 70. Fue entrenador del Barcelona B (Barcelona Atlético) en dos fases.
Es padre del también futbolista Enrique Álvarez Sanjuan, más conocido como Quique Álvarez.

## Celta de Vigo y F. C. Barcelona
Con el equipo juvenil del Celta se proclamó subcampeón de España en el año 1965.
En la temporada 1965-66 hizo su debut en el primer conjunto del Celta, jugando 26 encuentros en Segunda División, dos de ellos en la promoción de ascenso contra el CE Sabadell. Desde esas fechas hasta el final de la campaña 1970-71, en que fue traspasado al F. C. Barcelona, participó en un total de 170 partidos: 58 en Primera, 110 en Segunda y 2 en promoción.
En septiembre de 2014, Quique Costas se jubila tras haber estado 43 años trabajando para el Barça de forma ininterrumpida.

## Clubes
| Club            | País   | Año       |
| --------------- | ------ | --------- |
| Celta de Vigo   | España | 1965-1971 |
| F. C. Barcelona | España | 1971-1980 |

## Palmarés

### Títulos nacionales
| Título                     | Club      | País   | Año     |
| -------------------------- | --------- | ------ | ------- |
| Primera División de España | Barcelona | España | 1973-74 |
| Copa del Rey               | Barcelona | España | 1977-78 |

### Títulos internacionales
| Título           | Club      | Sede    | Año     |
| ---------------- | --------- | ------- | ------- |
| Recopa de Europa | Barcelona | Basilea | 1978-79 |